# Hillebach
El Hillebach (en Baix alemany Hillebeek) junt amb l'Stroiter Bach són els dos rierols font del Krummes Wasser al nord de la ciutat d'Einbeck a l'Estat de Baixa Saxònia a Alemanya. Junts amb el Krummes Wasser té una àrea de 55,34km².
Neix al serrat de la reserva natural de Böhlberg al nucli de Mainzholzen al municipi d'Elmen i desemboca al Krummes Wasser a la barriada de Kuventhal. Rega a més els pobles d'Eimen, Wenzen i Hallensen. Desguassa via l'Ilme, el Leine, l'Aller i el Weser al mar del Nord.

## Galeria

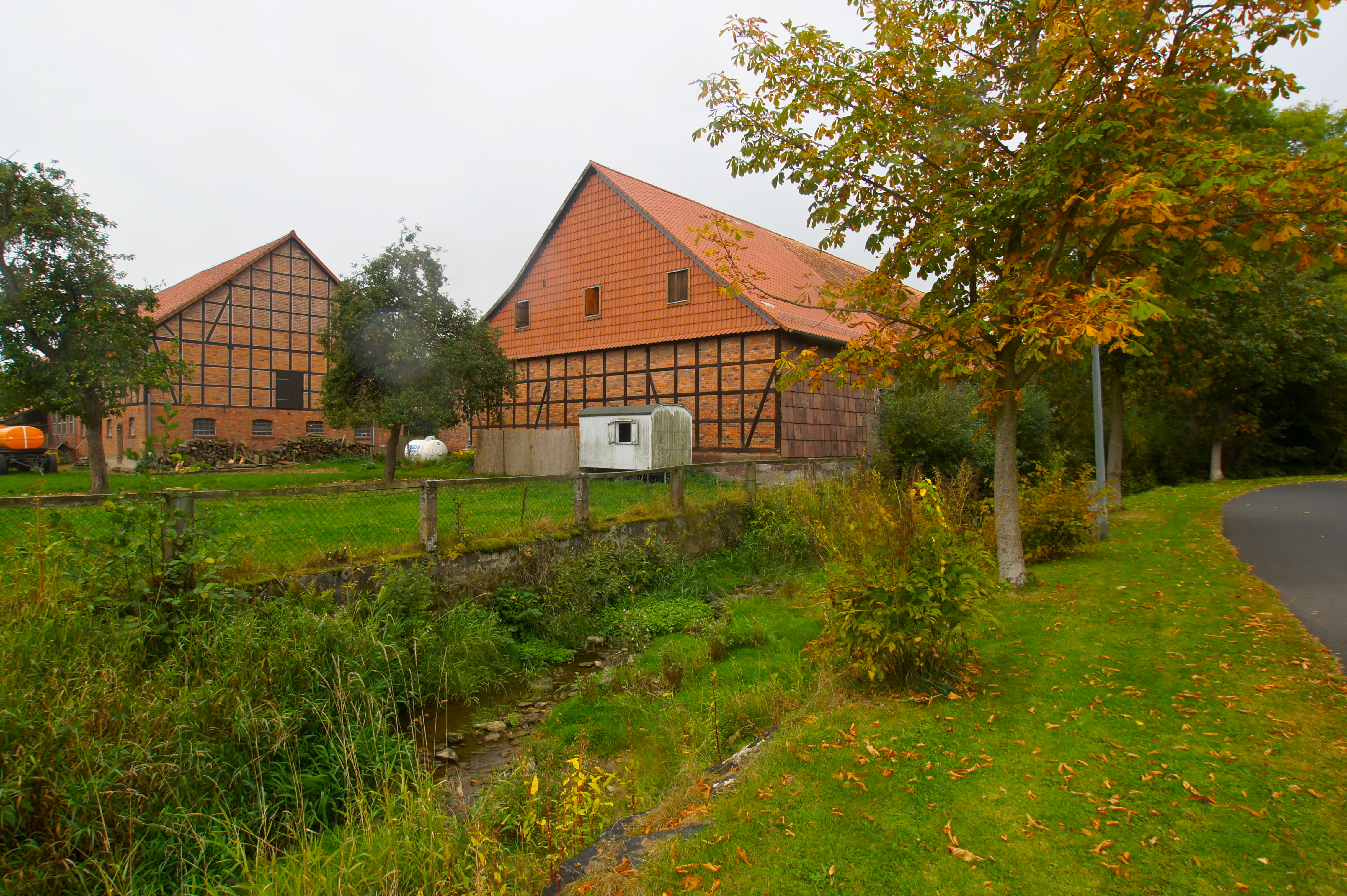
L'Hillebach passa davant d'un graner construït amb entramat de fusta
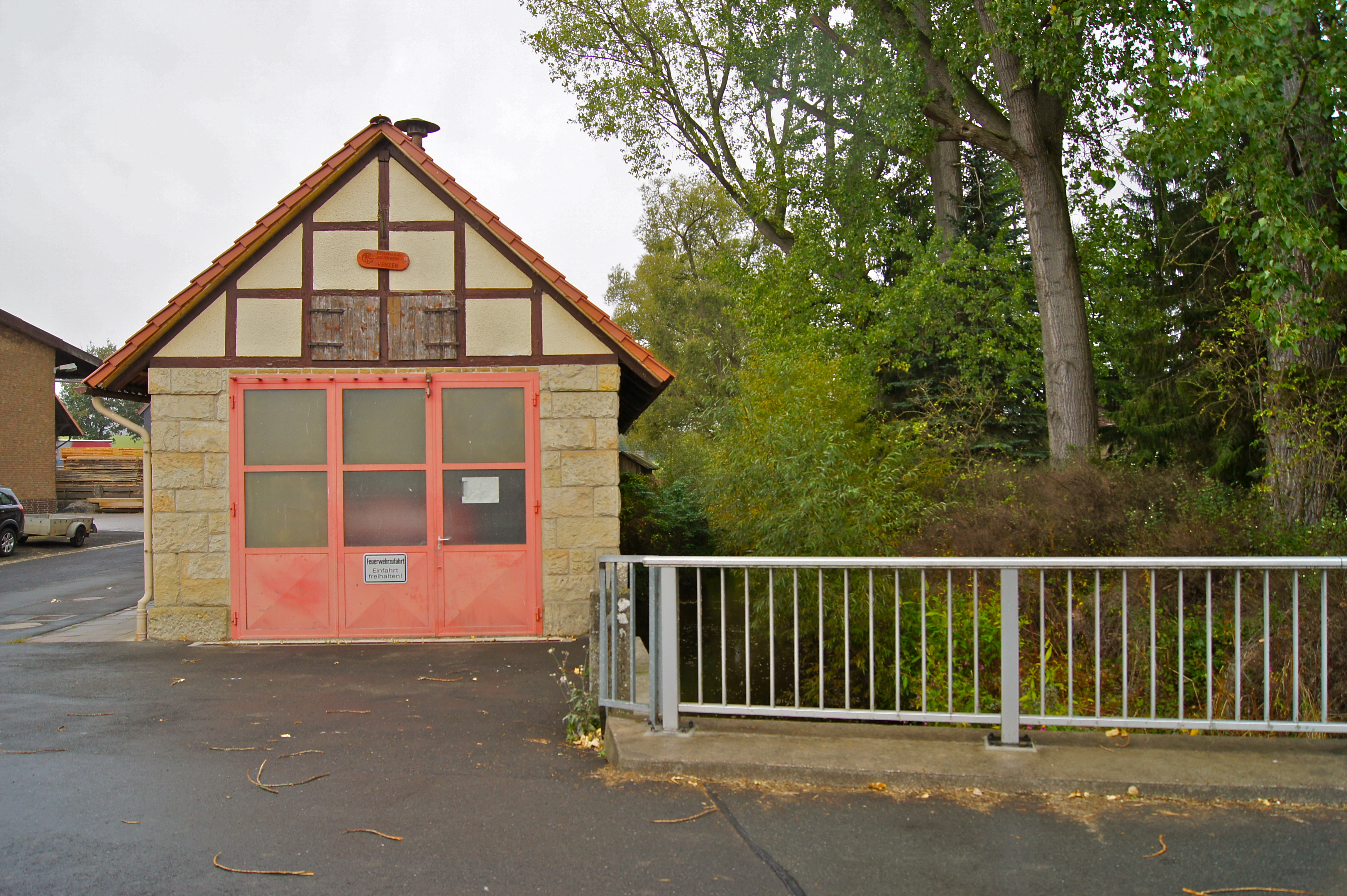
El pont al costat de l'estació de bombers de Wenzen
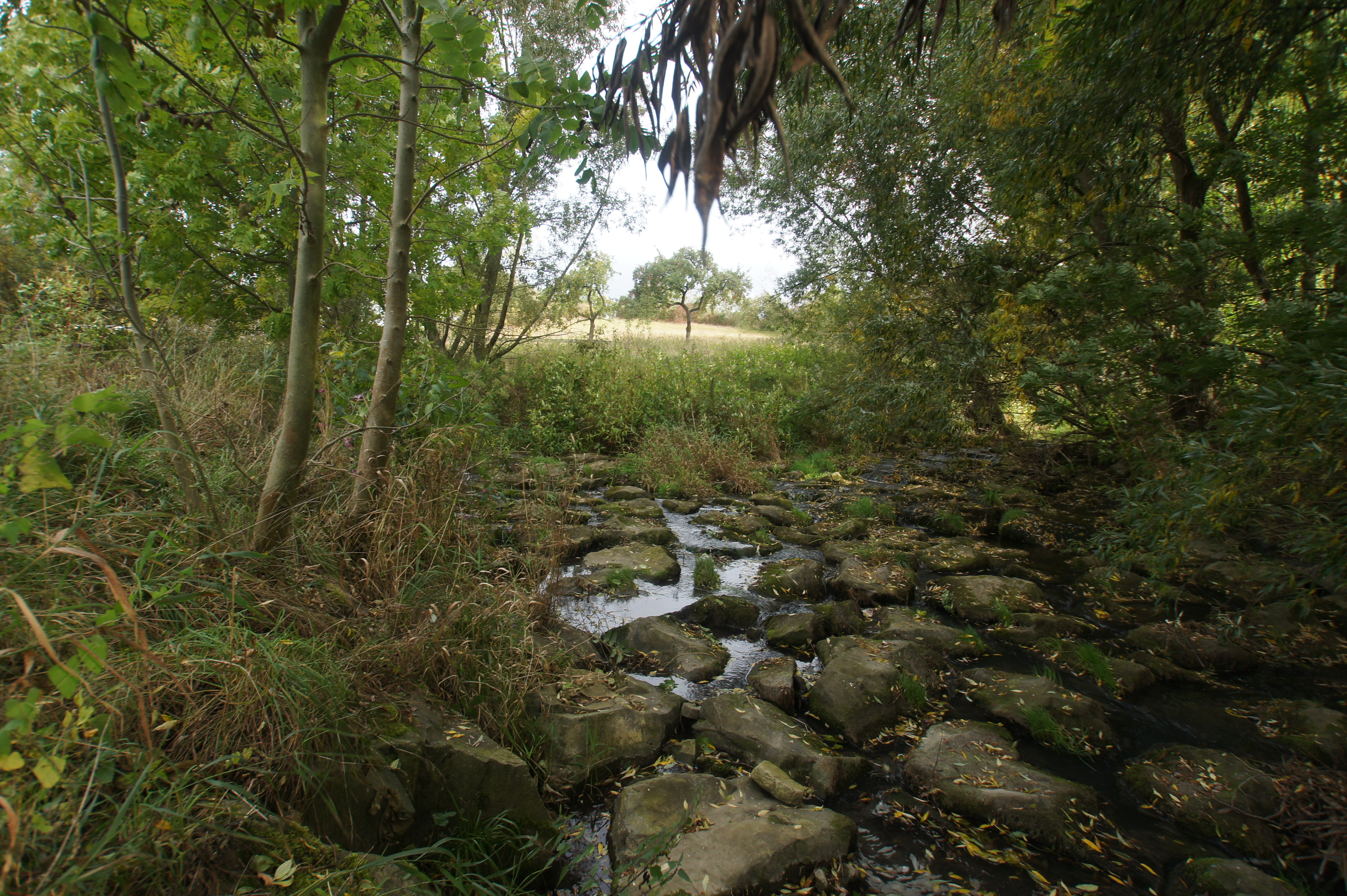
L'aiguabarreig de l'Hillebeek i de l'Stroiter Beek.